# Ширден
Ширден (макед. Ширден) — набитое в кишки рубленное мясо, запечённое в горшочках; один из редких деликатесов македонской кухни и уникальное блюдо кухни Прилепа. Происходит от турецкого слова «şirden», означающее четвертину желудка жвачных животных. В Прилепе обычно готовят ширден из кишки молодого ягнёнка. Традиционно используются три вида мяса: баранина, телятина и свинина, а также рис и разные приправы. Мясо приправляют острым перцем с добавлением риса и овощей. Готовят его в основном дома, хотя встречается это блюдо и в ресторанах национальной кухни.

## Вариант рецепта[4]
- Очистить предварительно баранину.
- Порубить мясо на мелкие кусочки и промыть водой. Залить в кастрюлю масло, добавить мясо и жарить около 30 минут. В самом конце добавить мелко нарезанный лук и жарить ещё 5 минут. Потом добавить мелко нарезанный сушёный перец, лук, соль, чеснок или красный перец. Снять кастрюлю с огня и добавить промытый рис.
- В каждый ширден добавить два куска смеси и немного жидкости.
- Закрыть ширден зубочисткой, положить в глиняный горшок, залить водой и пивом наполовину. Добавить немного красного перца, масла, вставить зубочистку, чтобы не допустить разрыва во время выпечки.
- Выпекать при температуре 180 градусов около полутора часов. Перевернуть, когда блюдо покраснеет, и ждать покраснения с другой стороны. Рекомендуется выпекать в специальной бумаге.